# Марк Бер
Марк Бер (Тангањика, 19. октобар 1963 — Јоханезбург, 27. новембар 2015) био је јужноафрички књижевник родом из Танзаније. Био је професор енглеске књижевности и креативног писања на колеџу Роудс, Мемфис, Тенеси, а такође је предавао и на Витватерсранд Универзитету, Јоханезбург, Јужноафричка Република.

## Биографија

### Младост
Рођен је 19. октобра 1963. године у породици фармера у Аруши, Танзанија (тада Тангањика). Након национализације имања у власништву белаца током имплементације политике афричког социјализма 1964, за време владавине председника Џулијуса Њеререа, породица је, пошто је остала без имања, емигрирала у Јужноафричку Републику, где су се декларисали као Африканерси, а њихова деца су ишле у конзервативне школе холандске реформске цркве и похађале наставу на африкансу.
Марков отац је постао ренџер паркова у Квазулу-Наталу, где је Марк провео своју рану младост. Између своје десете и дванаесте године, он је био део школе дечјег хора Дракенсберг, приватне музичке академије у планинама Дракенсберг у Квазулу-Наталу. Након што је уписао Порт Натал, африканску средњу школу у Дурбану, Марк је, као и већина осталих јужноафричких момака његових година, био регрутован у Јужноафричке одбрамбене снаге и служио је у Анголском рату, где је постао млађи официр морнаричког корпуса.

### Академске студије и политички развој
Након што је напустио Јужноафричке одбрамбене снаге, Бер је похађао Универзитет у Стеленбошу, у покрајини Западни Кејп и током тог периода (1985—1989) почео је да објављује своје радове; неколико његових песама се појавило у универзитетским годишњим магазинима. Док је био студент, Бер је постао агент Министарства апартхејда Јужноафричке Републике и имао је задатак да посматра активности студената на универзитетским кампусима како би спречио политичке побуне. Након што је стекао дипломе из области енглеског и политике, Бер је своје студије наставио у потоњој области. Након годину дана у IDASA-и (енгл. Institute for a Democratic Alternative for South Africa), Бер је постао научни сарадник и предавач на Институту за истраживање међународног мира у Ослу, Норвешка, и почео да путује Европом, Јужном Африком и Сједињеним Државама. Потом се уписао на Универзитет Нотр Дам у Сједињеним Државама, где је завршио мастере из области међународног мира 1993, фикције 1998. и енглеске књижевности 2000. године.

### Теме и утицаји
Изградња идентитета кроз утицај језика, национализма, пола и милитаризације су главне теме Берових дела, по чему је сличан другим јужноафричким књижевницима своје генерације, међу којима су Дејмон Галгут и Марлен ван Ниекерк. Биографски доживљај и Берова идентификација хомосексуалном/квир особом у великој мери су утицали на садржај и природу његовог рада. Кључни теоретски утицаји у Беровом раду потичу од појединих текстова Антонија Грамшија, Џудит Батлер и Ричарда Рортија. Он је, са друге стране, такође утицао на друге књижевнике, а о његовом утицају на рани рад Алис Вокер ова књижевница писала је у свом делу Љубичаста боја. Трагови његовог утицаја могу се пронаћи и у делима јужноафричких песника Брејтена Брејтенбаха и Антји Крог.